# Niebers
Niebers ist ein Ortsteil des oberschwäbischen Marktes Ottobeuren im Landkreis Unterallgäu.

## Geografie
Der Weiler Niebers liegt etwa zwei Kilometer westlich von Ottobeuren. An den Hauptort ist er über eine Landstraße angebunden. Das Haus mit der Hausnummer Niebers 29 liegt jedoch auf Fluren der Nachbargemeinde Lachen.

## Geschichte

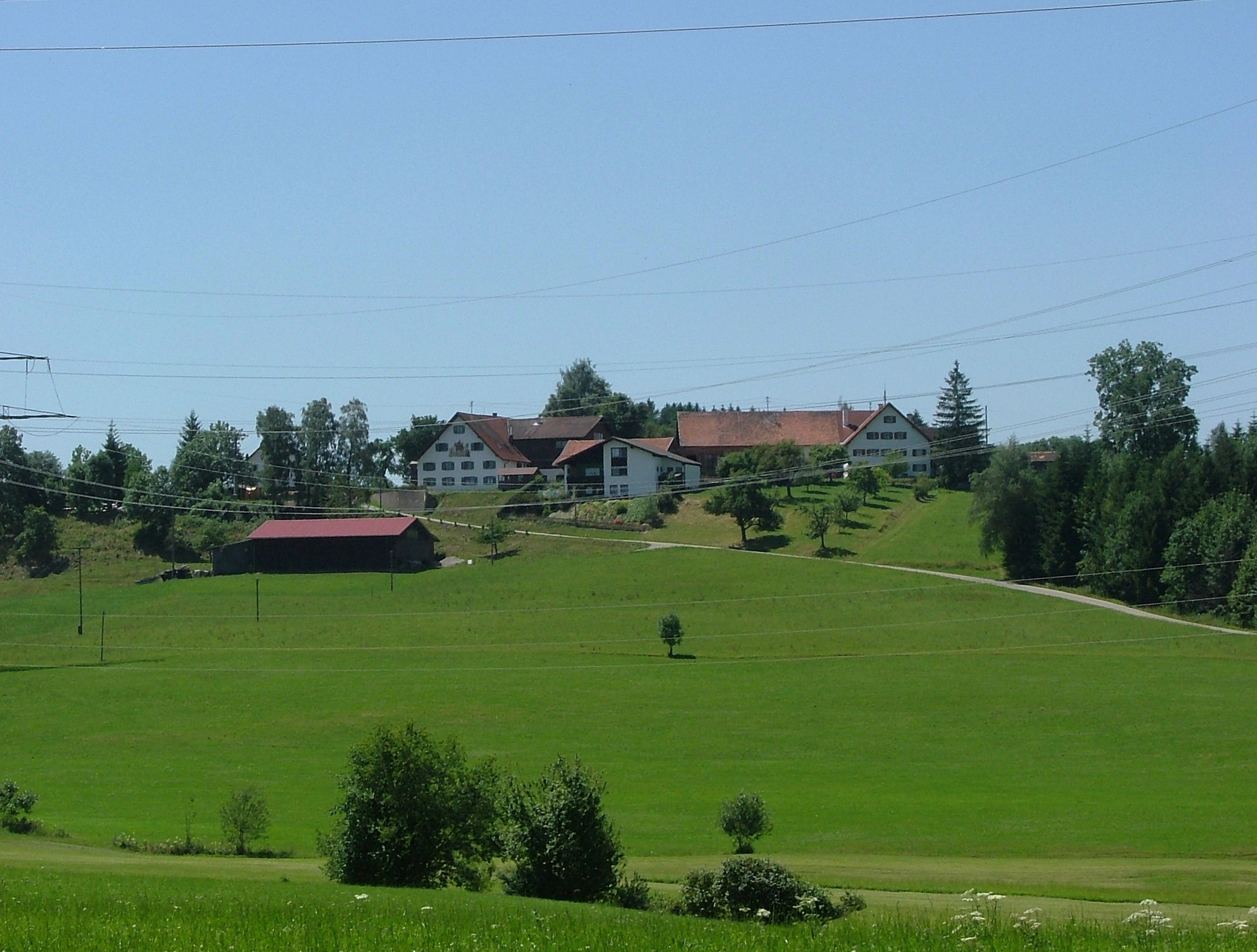
Niebers 2010

Niebers wurde 1438 vom Kloster Ottobeuren in ein Erblehen umgewandelt. An die Marschalle von Pappenheim ging der Ort 1508. Die Herrschaft Theinselberg übte die hohe Gerichtsbarkeit über den Weiler aus. Seit 1805 war Niebers ein Ortsteil der Gemeinde Lachen. Bei der Volkszählung 1961 wurden in Niebers fünf Wohngebäude und 28 Einwohner erfasst. Am 1. Mai 1978 wurde er in den Markt Ottobeuren umgegliedert.